# Ben van der Geest
Bernardus (Ben) van der Geest (Leeuwarden, 1949) is een Nederlands beeldhouwer.

## Leven en werk
Van der Geest werd opgeleid aan de Academie Minerva in de stad Groningen. Hij woont en werkt in Leeuwarden. In zijn beelden staat de mens centraal, Van der Geest heeft zich gespecialiseerd in portretten, uitgevoerd als buste of reliëf.

## Enkele werken
- 1992 buste van J. Slauerhoff, Leeuwarden
- 1996 portretreliëf van Havank aan diens geboortehuis aan de Wirdumerdijk, Leeuwarden
- 1997 standbeeld van Lourens Alma Tadema, voor zijn geboortehuis in Dronrijp
- 1998 portretreliëf van J. Slauerhoff, Dorpsstraat, Vlieland[2]
- 2004 portretten koningin Wilhelmina en koningin Beatrix, NHL Stenden Hogeschool, Leeuwarden
- 2009 portret van J. Slauerhoff, Dorpskerk (Huizum)

## Fotogalerij

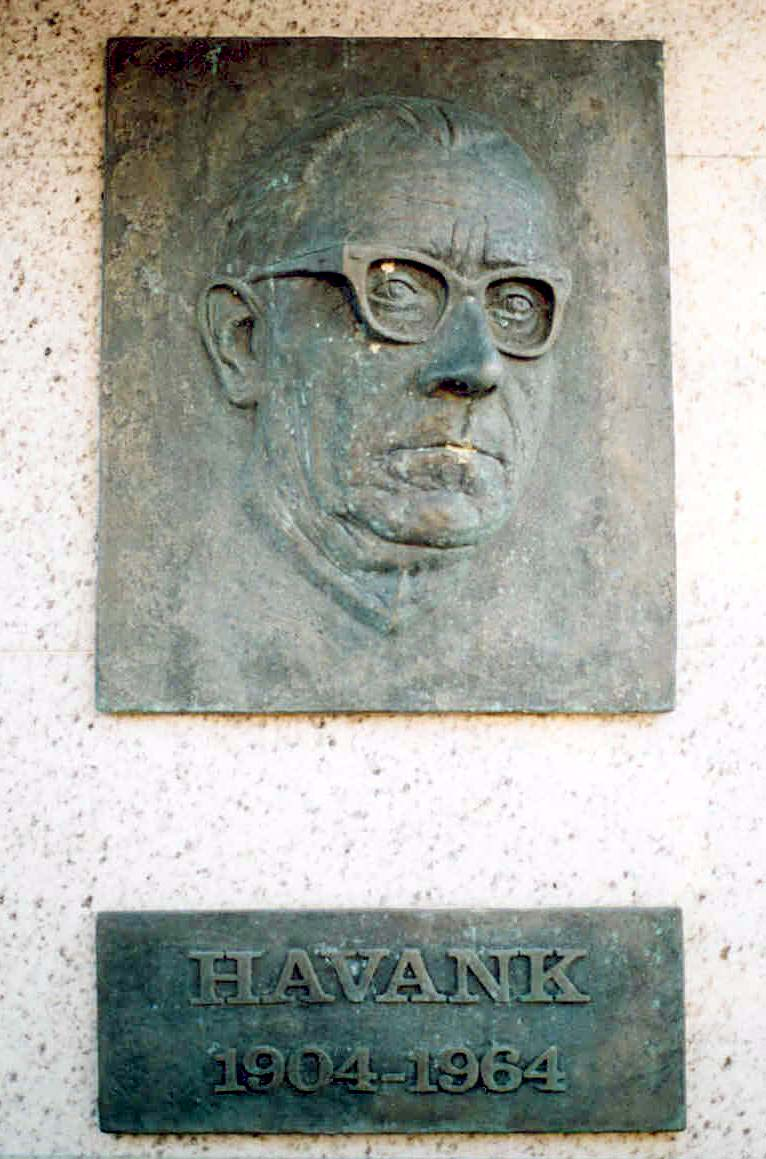
Havank (1996, Leeuwarden
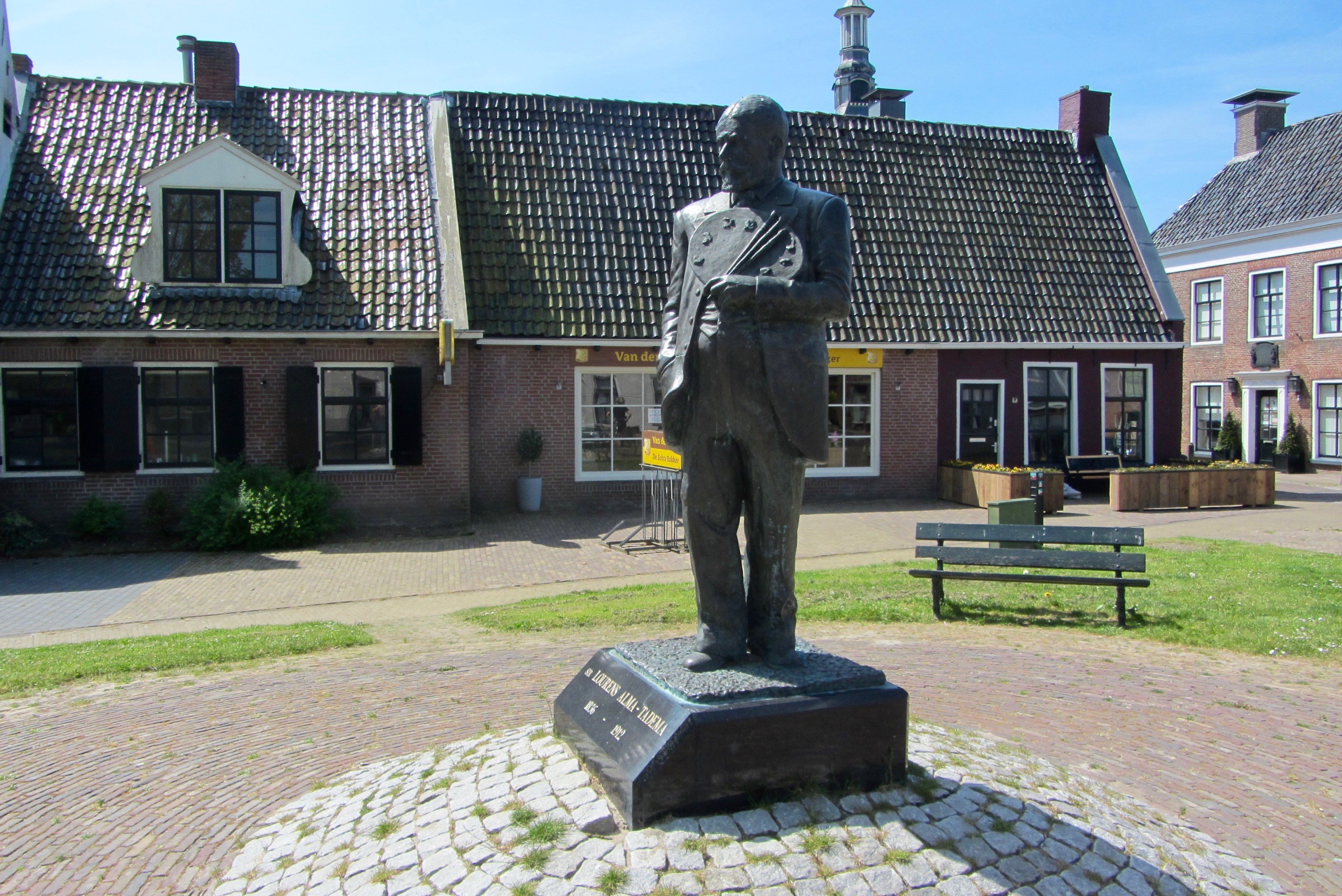
Lourens Alma Tadema (1997), Dronrijp
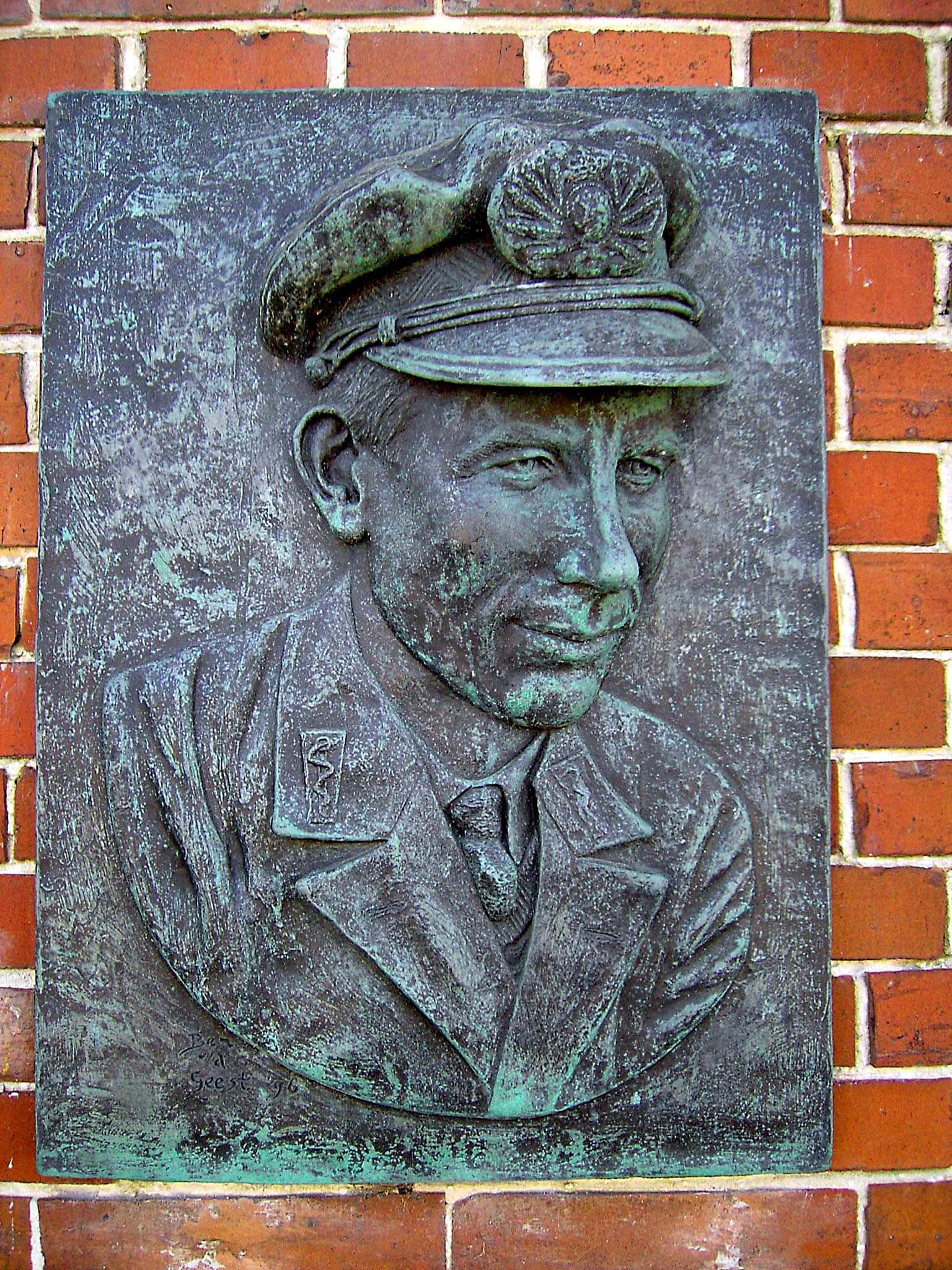
J. Slauerhoff (2009), Huizum